# Тернава (река)
Терна́ва (укр. Терна́ва) — река на восточном Подолье (Украина), левый приток Днестра. Длина реки 62 км. Площадь водосборного бассейна 381 км². Уклон 3,6 м/км.
Исток находится южнее села Косогорка, на границе Хмельницкого и Каменец-Подольского районов, Хмельницкой области.
Долина в верховьях трапециевидная, ниже по течению V-образная. Пойма двусторонняя, шириной 60-120 м. Русло в верховьях прямое, ниже по течению извилистое, шириной до 10-15 м, глубиной 1,5-1,8 м. Используется для нужд гидроэнергетики, а также для промышленных и хозяйственных целей. На реке сооружено более 20 прудов, есть небольшие ГЭС.

## Название
Название реки происходит от тёрна (укр. терен) росшего на её берегах. Приток реки — Гниловидка.
По реке назвали село Тернавка Каменец-Подольского района.